# New-York Tribune
Le New-York Tribune est un journal quotidien américain fondé par Horace Greeley en 1841. C'était l'un des journaux les plus importants aux États-Unis, connu notamment pour ses prises de position en faveur de l'abolition de l'esclavage. 
Karl Marx et Friedrich Engels y ont écrit. Le quotidien accueille aussi d'autres plumes célèbres tels Henry Charles Carey, George William Curtis, William Henry Fry, Bayard Taylor, Margaret Fuller, George Ripley, Julius Chambers, Henry Jarvis Raymond et Charles Anderson Dana, Mary Abigail Dodge, Rose Terry Cooke, Rebecca Harding Davis, Helen Hunt Jackson.
Entre 1842 et 1866, le journal porte le nom de New-York Daily Tribune. En 1924, le New-York Tribune fusionna avec le Herald Tribune pour former le New York Herald Tribune, lequel cessa d'être publié en 1967.

## Associated Press
| Journal        | The Sun | New York Herald | New-York Tribune | The Express | Courier and Enquirer | Journal of Commerce |
| Tirage en 1850 | 55 000  | 32 640          | 19 480           | 10 700      | 5 200                | 4 800               |